# Heliconia auriculata
Heliconia auriculata är en enhjärtbladig växtart som beskrevs av Humberto de Souza Barreiros. Heliconia auriculata ingår i släktet Heliconia och familjen Heliconiaceae. Inga underarter finns listade.